# Zeon

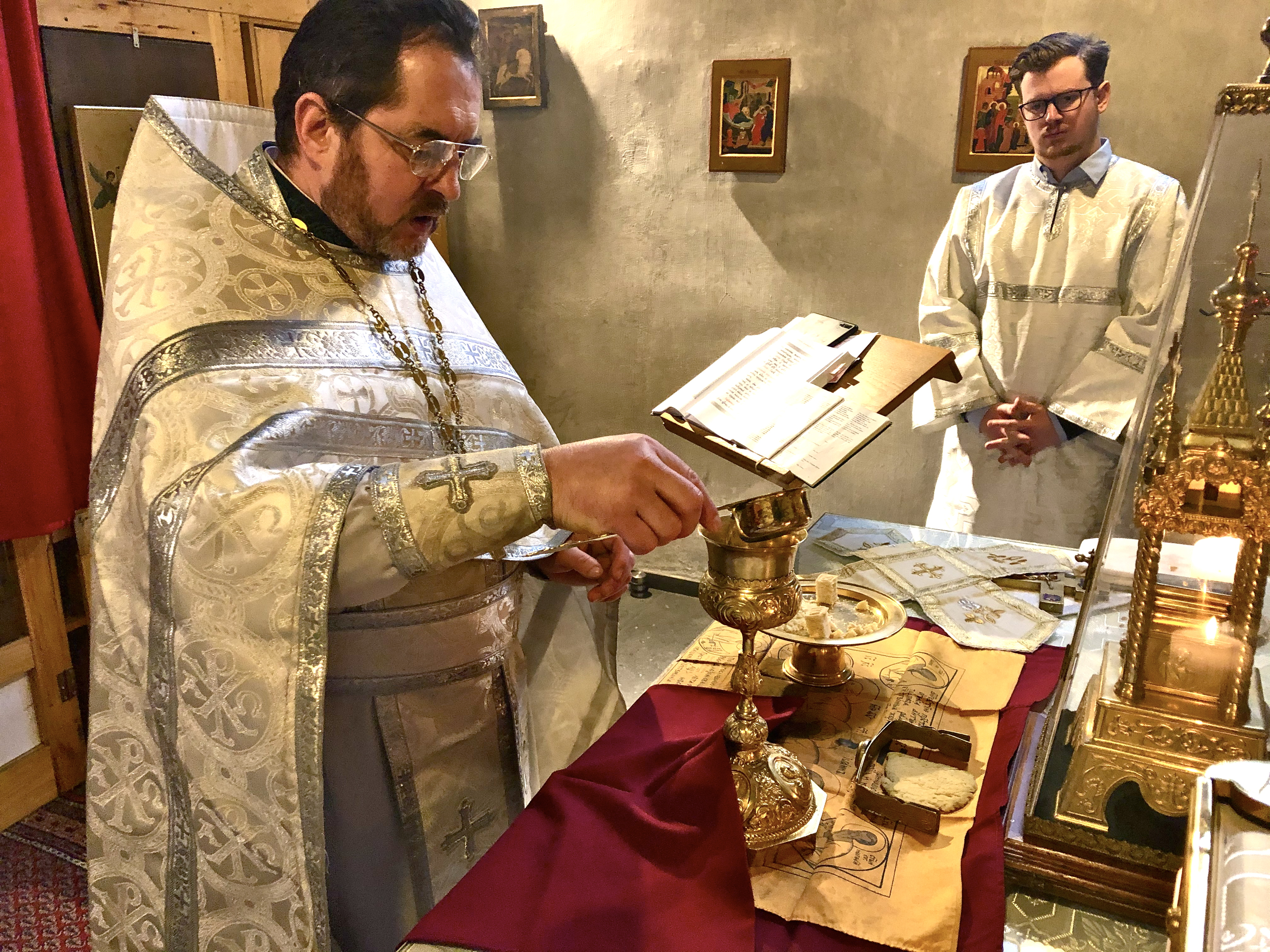
Eingießen des heißen Wassers mit dem Zeon-Gefäß in den Kelch

Zeon (τὸ ζέον tò zéon, deutsch ‚das Heiße, Kochende‘) ist das heiße Wasser, welches in der orthodoxen Eucharistiefeier (Göttliche Liturgie) nach byzantinischem Ritus gesegnet und vor der Kommunionausteilung in den Kelch mit konsekriertem Wein gegossen wird, sowie das dafür verwendete liturgische Gefäß. Es hat in griechischen Kirchen die Form eines Kännchens, in russischen Kirchen gleicht es einem kleinen Schöpfgefäß mit breitem Griff.

## Geschichtliche Entwicklung
Der Brauch der Zugabe heißen Wassers zum eucharistischen Wein ist in Konstantinopel seit 582 bezeugt und war davor schon in Syrien bekannt. Allerdings geht aus den frühen Quellen nicht hervor, an welcher Stelle der Liturgie diese Beimischung des heißen Wassers erfolgte. Zunächst als θερμόν thermón, deutsch ‚Warmes‘ bezeichnet, wurde für das heiße Wasser im 12. Jahrhundert der seither übliche Begriff Zeon eingeführt. Es gibt mithin in der byzantinischen Eucharistiefeier zwei Zugaben von Wasser in den Wein:
- kaltes Wasser bei der Gabenbereitung (Proskomidie): Henosis-Ritus
- heißes Wasser vor der Kommunion: Zeon-Ritus.

Den Henosis-Ritus kennen auch die orientalisch-orthodoxen Kirchen mit Ausnahme der Armenier, der Zeon-Ritus ist dagegen eine Besonderheit der Byzantiner. Quellen aus dem 11. bis 13. Jahrhundert deuten darauf hin, dass die Byzantiner auch beim Henosis-Ritus warmes Wasser gebrauchten.
Dass die Zufügung des heißen Wassers erst direkt vor der Kommunion geschieht, wird zum Beispiel von Theodoros Balsamon (spätes 12. Jahrhundert) damit begründet, dass das Wasser, zu einem früheren Zeitpunkt eingegossen, abkühlen würde und daher die symbolische Bedeutung der Wärme verloren ginge.
Zur Zeit des Theodoros Balsamon war der Zeon-Ritus ein Kontroversthema zwischen Lateinern und Byzantinern. Die byzantinischen Theologen kritisierten bei den Lateinern primär die Verwendung von Hostien anstelle des gesäuerten eucharistischen Brotes (Prosphora); an zweiter Stelle kam aber auch die „Auslassung“ des Zeon-Ritus bei den Lateinern in den Blick. Niketas Stethatos formulierte: „Wir trinken ja, wie ihr wißt, den warmen Kelch, gleichsam aus der Seite des Herrn, weil uns aus dem mit dem Geist lebendigen und warmen Leib Christi das warme Blut und das Wasser erschien.“ Sein anonymer lateinischer Gegner argumentierte strikt biblisch: Der Lanzenstich in die Seite Jesu erfolgte nach Darstellung des Johannesevangeliums erst Stunden, nachdem sein Tod eingetreten war. Demnach war sein Blut nicht mehr warm.
Der Prämonstratenser Anselm von Havelberg leitete eine Delegation Lothars III., die 1135/36 in Konstantinopel empfangen wurde. Anselm führte dort auch Gespräche mit byzantinischen Geistlichen und beobachtete den dortigen Gottesdienst. Dabei kam es zu einem Missverständnis: Anselm übersah den Henosis-Ritus und meinte daher, die Byzantiner konsekrierten ungemischten Wein, dem sie nachträglich Wasser zufügten. Die irrige Auffassung, die Griechen mischten dem eucharistischen Wein kein Wasser bei, findet sich dann auch bei Petrus Lombardus und veranlasste andere scholastische Theologen zu Überlegungen, ob denn die Konsekration des ungemischten Weins bei den Griechen gültig sei.

## Verwendung des Zeon in der Liturgie

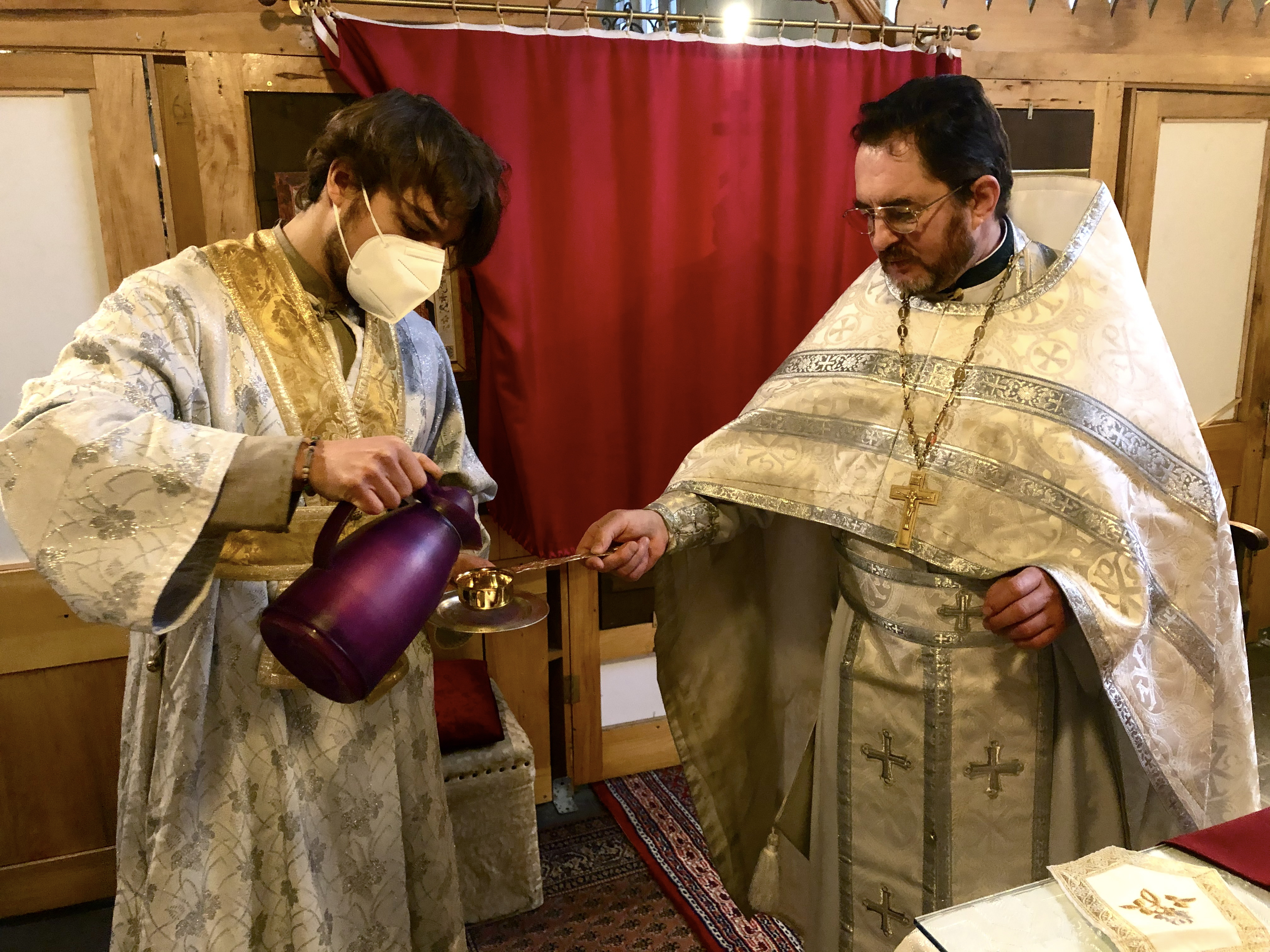
Zuvor: Eingießen des heißen Wassers in das Zeon-Gefäß

Nachdem Stücke der Prosphora zum Wein in den eucharistischen Kelch gegeben wurden, nimmt der Diakon das Zeon-Gefäß und bittet um den Segen. Der Priester segnet das heiße Wasser mit den Worten: „Gesegnet sei die Glut (ἡ ζέσις hē zésis) deiner Heiligen allezeit, jetzt und immerdar und in alle Ewigkeit. Amen.“ Der Diakon gießt das gesegnete Wasser kreuzweise in den Kelch mit den Worten: „Die Glut (ἡ ζέσις hē zésis) des Glaubens, voll des heiligen Geistes. Amen.“ Die Zugabe beträgt etwa ein Drittel der Gesamtmenge im Kelch.

## Theologische Interpretationen des Zeon
Nikolaos Kabasilas interpretierte die Zugabe des Zeon zum Wein als Herabkunft des Heiligen Geistes auf die Kirche, vergleichbar dem Pfingstereignis. Symeon von Thessalonike stellte dagegen einen symbolischen Bezug zur Seitenwunde Christi her, aus der nach Joh 19,33–37  Blut und Wasser flossen. Oft begegnet auch die Deutung, der Kommunikant empfange das warme Blut Christi. So formulierte etwa Ivan Dmitrevskij im frühen 19. Jahrhundert: Durch Beigabe des Zeon entstehe eine Wärmewirkung im Mund des Kommunikanten, die „ein Gefühl hervorruft, als ob wir das Blut des Erlösers selbst tränken, das aus seiner durchbohrten Seite fließt und noch warmen Dampf atmet.“ Sergej Bulgakov erläuterte, dass der ganze Kosmos mit Christus erfüllt sei; nur deshalb könne das Zeon (als bereits christus-erfüllte Materie) dem konsekrierten Wein zugefügt werden.